# Perfluoroheptano
El perfluoroheptano o hexadecafluoro-n-hexano es un compuesto químico formado por una cadena de 7 átomos de carbono (heptano) donde los átomos de hidrógeno han sido totalmente sustituidos por átomos de flúor. Su fórmula molecular es C7F16.
Pertenece a la familia de los perfluorocarburos (PFC) o perfluoroalcanos, cuya fórmula molecular general es CnF2n+2, n = 5-9.
La sustitución de los átomos de hidrógeno por átomos de flúor tiene una profunda influencia sobre las propiedades físicas y químicas de estos compuestos. Debido a dichas propiedades físico-químicas el perfluoroheptano presenta una menor toxicidad, es más seguro y menos contaminante que los disolventes convencionales, incluyéndose en la categoría de disolvente neotérico.

## Un poco de historia
Los perfluorocarburos, entre los que se encuentra el perfluoroheptano, fueron sintetizados por primera vez en 1920, si bien su desarrollo industrial no llegó hasta los años 40.
Sin embargo su verdadero impulso vino a partir de 1990, cuando entró en vigor el Protocolo de Montreal. A diferencia de los clorofluorocarburos (CFCs), hidroclorofluorocarburos (HCFC) y otros halones los PFC no causan daños a la capa de ozono, es por ello que comenzaron a usarse como sus sustitutos en distintas aplicaciones.

## Propiedades físico-químicas
El perfluoroheptano es un disolvente líquido con unas propiedades físico-químicas únicas debido la presencia de enlaces C-F, los enlaces sencillos más fuertes encontrados en química orgánica. Mientras que sus enlaces intramoleculares son fuertes, los enlaces intermoleculares (entre moléculas) son débiles. Esto explica algunas de sus propiedades como la temperatura de ebullición, menor que su alcano análogo (el heptano) a pesar de tener una masa molecular mucho mayor.
El perfluoroheptano es incoloro, ignífugo, inerte y no corrosivo. Es capaz de disolver numerosas sustancias apolares. Es insoluble e inmiscible con agua, por lo que no se disuelve en masas acuosas, pero como veremos en el apartado de toxicidad su carácter apolar y su gran estabilidad tanto química como térmica hace muy complicada su descomposición, tendiendo a bioacumularse.

## Aplicaciones

### Disolventes de limpieza en electrónica
A pesar de que los perfluorocarburos disuelven peor las grasas e impurezas presentes en los materiales electrónicos, se emplean como sustituyes de disolventes clorados como CFC-113 y 1,1,1-tricloroetano o HCFC y HFC debido a su baja toxicidad y su buena solubilidad de grasas y compuestos apolares.

### Disolventes en aerosoles
El perfluoroheptano puede emplearse como Propelente de aerosol, en sustitución de los CFC y los HCFC, debido a su densidad y su presión de vapor. Tiene la ventaja de que no es inflamable y no destruye la capa de ozono.

### Fluido transmisor de calor
Los fluidos transmisores de calor se emplean como su propio nombre indica en sistemas donde es necesario retirar calor, como en neveras o supercomputadores. A pesar de que existen otros fluidos transmisores de calor, como el agua desionizada, el perfluoroheptano y otros perfluorocarburos tienen la ventaja de ser compatibles con numerosos materiales debido a su carácter inerte y tener unas excelentes propiedades dieléctricas.

### Agente supresor de incendios
Hasta 1990 los agentes supresores de incendios más extendidos eran los halones, sin embargo con la entrada en vigor del protocolo de Montreal su uso se prohibió. El perfluoroheptano es un líquido con una baja conductividad y no deja residuos tras la extinción. Sin embargo a altas temperaturas los perfluorocarburos pueden descomponer liberando moléculas altamente tóxicas como el perfluoroisobutano.

### Medicina
Las aplicaciones del perfluoroheptano en medicina son múltiples:
-	Propelentes en inhaladores
-	Agentes de contraste en técnicas como los ultrasonidos
-	Para sustituir al humor vítreo en cirugías oculares y en tratamientos de desprendimiento de retina
-	Como encapsulante de fármacos en la preparación de microcápsulas

## Toxicidad
Como ya habíamos avanzado, a pesar de que los perfluorocarburos líquidos están considerados compuestos no tóxicos, hay estudios que demuestran que a elevadas temperaturas pueden descomponer en pequeñas moléculas que pueden ser tóxicas
En la pirólisis del perfluoroheptano se obtienen compuestos como tetrafluorometano (CF4), tetrafluoroetileno (C2F4), hexafluoroetano (C2F6), hexafluoropropeno (C3F6) y perfluoroisobutileno (C4F3). El tetrafluoroetileno presenta toxicidad crónica y es carcinógeno, mientras que el perfluoroisobutileno es unas 10 veces más tóxico que el fosgeno y su inhalación puede causar serios daños pulmonares. Esto hace que la manipulación de estos compuestos presente un riesgo en caso de incendios o accidentes industriales.
Debido a la alta estabilidad de los perfluorocarburos líquidos su degradabilidad en el medioambiente es muy baja por lo que permanecen en el mismo durante mucho tiempo. Por otro lado están catalogados como potentes gases de efecto invernadero y son unos de los 6 objetivos del Protocolo de Kioto.
Por último pese a ser insoluble en medio acuoso (su solubilidad es 5’7·10-7 mol/L) el perfluoroheptano puede contaminar acuíferos y masas de agua por acumulación en los niveles más profundos debido a su alta densidad (1’706 g/cm³).